# Sistema di Urano
In astronomia, si suole indicare come sistema di Urano la regione di spazio del sistema solare dominata dall'influenza gravitazionale del pianeta Urano, ed occupata dai suoi satelliti naturali, dai suoi anelli planetari ed eventualmente dalla sua magnetosfera.

## Dimensioni
Le dimensioni della sfera d'influenza gravitazionale uraniana sono date dal raggio di Hill del sistema Urano-Sole, secondo la formula
{\displaystyle r_{Hill}=a{\sqrt[{3}]{\frac {m_{U}}{3M_{S}}}}=70\,091\,109\,km.}
Entro le incertezze dovute alla presenza degli altri oggetti principali del sistema solare, specialmente Giove, questo raggio delimita la regione di spazio entro la quale l'attrazione gravitazionale esercitata da Urano risulta predominante rispetto a quella del Sole. Tutti i corpi celesti che si trovano stabilmente all'interno della sfera di Hill di Urano sono in orbita uranocentrica.

## Struttura
Il sistema di Urano si compone di:
- Urano
- Satelliti naturali di Urano
- Anelli di Urano

Altri oggetti possono intersecare periodicamente o meno il sistema di Urano, senza tuttavia rimanere gravitazionalmente legati al gigante gassoso per via della loro elevata velocità iniziale; può essere questo il caso di comete o asteroidi collocati su orbite particolarmente ellittiche, come pure di sonde spaziali.

### Oggetti principali
Segue un prospetto dei dieci oggetti principali del sistema di Urano, in ordine di massa.
| Oggetto    | Oggetto  | Distanza da Urano | Diametro  | Massa            | Massa  | Scoperta |                                                                     |
| ---------- | -------- | ----------------- | --------- | ---------------- | ------ | -------- | ------------------------------------------------------------------- |
| Sol VII    | Urano    | -                 | 51 118 km | 8,6849 × 1025 kg | 1000   | 1781     |                                                                     |
| Urano III  | Titania  | 435 910 km        | 1577,8 km | 3,53 × 1021 kg   | 0,0406 | 1787     |                                                                     |
| Urano IV   | Oberon   | 583 520 km        | 1522,8 km | 3,01 × 1021 kg   | 0,0347 | 1787     |                                                                     |
| Urano I    | Ariel    | 191 020 km        | 1157,8 km | 1,35 × 1021 kg   | 0,0155 | 1851     |                                                                     |
| Urano II   | Umbriel  | 266 300 km        | 1169,4 km | 1,17 × 1021 kg   | 0,0135 | 1851     |                                                                     |
| Urano V    | Miranda  | 129 390 km        | 471,6 km  | 66 × 1018 kg     | 0,0008 | 1948     |                                                                     |
| Urano XVII | Sicorace | 12 179 000 km     | 190 km    | 5,4 × 1018 kg    | 0,0001 | 1997     |                                                                     |
| Urano XV   | Puck     | 86 010 km         | 162 km    | 2,89 × 1018 kg   | 0,0000 | 1986     |                                                                     |
| Urano XII  | Porzia   | 66 090 km         | 135 km    | 1,68 × 1018 kg   | 0,0000 | 1986     |                                                                     |
| Urano VIII | Bianca   | 59 166 km         | 21 km     | 0,8 × 1018 kg    | 0,0000 | 1986     | Il sistema di Urano fotografato dal telescopio spaziale James Webb. |

## Esplorazione
Una sola sonda interplanetaria di fabbricazione umana ha attraversato il sistema di Urano, a partire dall'inizio dell'era spaziale; si tratta della Voyager 2, che si è poi diretta verso Nettuno e sta tuttora proseguendo il suo viaggio verso lo spazio interstellare.